# Borsodi József (lelkész)
Borsodi József (Alsószuha, 1807. december 9. – Simoni, 1886. február 14.) református lelkész, egyházi író.

## Élete
Borsodi József és Dombi Judith fia egyszerű földmüves szülők fia. 1807. december 10-én keresztelték. Iskoláit Miskolcon és Sárospatakon végezte, utóbbi helyen 15 évet töltött és a teológiát is tanulta. 1834-ben Boldvára ment három évre tanítónak. 1837-ben segédlelkész lett Rimaszombatban, hol később nyolc évig rendes lelkész volt. 1849 tavaszán Simoniba költözött át lelkészül.

## Munkái
- Egyházi beszéd Droppa M. félszázados örömünnepére. Miskolcz, 1854
- Templomi imák. Vasárnapokra, ünnepnapokra s más alkalmakra. Pest, 1855. (Ism. Fördős, Papi Dolgozatok VI., 2. kiadás. Budapest, 1863. 3. k. Budapest, 1880)
- Viszhangok. Költeményfüzér. Pest, 1871
- Imakönyv. Hétköznapi bűnbánati és alkalmi imák templomi használatra. Átnézte és sajtó alá rendezte Mitrovics Gyula. Sárospatak, 1886